# Aleksej Aleksejev
Alexej Alexandrovitj Aleksejev (født 5. marts 1965 i Moskva) er en tidligere russisk håndboldspiller der spillede stregspiller. Han er nuværende cheftræner for den russiske topklub HK Lada i Superligaen. Han har tidligere været tilknyttet det russiske A-kvindelandshold, som både assistent- og landstræner.

## Trænerkarriere
Han begyndte sin trænerkarriere i 2001, for kvindeholdet KSK Luch Moskva, der også optrådte i landets bedste kvindelige håndboldrække. I efteråret 2016 overtog han også stillingen som assistenttræner for det russiske kvindelandshold, under ledelse af Jevgenij Trefilov. Efter 15 år i Moskva, blev han i 2019 ansat som ny cheftræner for storklubben HK Lada i Toljatti.
Efter at den russiske landstræner, spanske Ambros Martín, blev fyret under EM 2020 i Danmark, overtog Aleksejev rollen som midlertidig landstræner til kampen om femtepladsen. I februar 2021 blev han officielt præsenteret ny landstræner, der skulle føre det kvindelandsholdet til succes ved Sommer-OL 2021 i Tokyo. Ved turneringen, lykkedes det ham og resten af holdet at vinde OL-sølvmedaljer.
 Han blev i august samme år afskediget, hvorefter Ljudmila Bodnijeva overtog landstrænerposten. Han er fortsat cheftræner i Lada.